# Eisenmühle (Obernzenn)
Eisenmühle ist ein Wohnplatz des Marktes Obernzenn im Landkreis Neustadt an der Aisch-Bad Windsheim (Mittelfranken, Bayern). Der Ort liegt in der Gemarkung Egenhausen.

## Geografie
Die Einöde liegt am Eisenbach. Sie besteht aus zwei Wohnhäusern und sieben Nebengebäuden an der Urphertshofer Straße. Diese Ortsstraße führt zur Staatsstraße 2253 (0,5 km nordöstlich) bzw. zu einer Gemeindeverbindungsstraße (0,2 km westlich), die nach Urphertshofen (1,5 km südwestlich) bzw. nach Obernzenn zur Kreisstraße NEA 39 verläuft (0,5 km nördlich).

## Geschichte
Die Eisenmühle wurde wahrscheinlich in der ersten Hälfte des 19. Jahrhunderts auf dem Gemeindegebiet von Obernzenn errichtet. Nach 1888 wurde die Mühle zu Obernzenn gezählt.

### Baudenkmal
- Urphertshofer Straße 11: Halbwalmdachbau, Hausteinquader, 1843[3]

### Einwohnerentwicklung
| Jahr      | 001836 | 001840 | 001861 | 001871 | 001885 |
| Einwohner | 10     | 10     | *      | 8      | 5      |
| Häuser    | 1      | 1      |        |        | 2      |
| Quelle    | [ 5 ]  | [ 6 ]  | [ 7 ]  | [ 8 ]  | [ 9 ]  |

## Religion
Die Einwohner evangelisch-lutherischer Konfession sind nach St. Gertrud (Obernzenn) gepfarrt, die Einwohner römisch-katholischer Konfession sind nach Mariä Himmelfahrt (Sondernohe) gepfarrt.

## Weblink
- Eisenmühle in der Ortsdatenbank des bavarikon, abgerufen am 19. August 2021.